# Vore ferske vande
|  | Denne artikel er oprettet af botten PalnaBot ud fra en ekstern database. Den kan derfor have sproglige fejl eller mangler. Denne skabelon kan fjernes efter kontrol af indholdet. |

Vore ferske vande er en film instrueret af Jens Bjerg-Thomsen.

## Handling
Fugle- og fiskelivet omkring de ferske danske vande. Imod slutningen også menneskets forvaltning af det ferske vand mht. forurening; det rene vand er nemlig en saga blot i visse åløb.